# Agios Ioannis Rentis
Agios Ioannis Rentis este o suburbie a Atenei, Grecia.